# ¡Oh, cielos!
¡Oh, cielos! es una película española dirigida por el director de cine Ricardo Franco en 1995.

## Ficha artística
- El Gran Wyoming (Pablo)
- Ángela Molina (Silvia)
- Jesús Bonilla (Ángel)
- Ángel de Andrés López (Dr. Vayreda)
- Ana Álvarez (Cuqui)
- Santiago Ramos (Chirla Escobedo)
- Rafaela Aparicio (Superior)

## Sinopsis
Pablo es el dueño de una empresa de publicidad de gran prestigio. Es egoísta, individualista, y por ello su mujer, Silvia, que trabajaba en la empresa, le pidió el divorcio y se marchó de la misma. Pero ella era imprescindible, por sus diseños e ideas, y desde que se fue, la empresa no va bien. Un antiguo cliente, al que Pablo estafó, decide vengarse de él pegándole un tiro. Pero Dios decide que no va a morir todavía, sino que le envía un ángel de la guarda para explicarle que a cambio de su vida debe hacer una campaña publicitaria de promoción de la familia tradicional.
- Datos: Q6172184